# Botziekte van Paget
De botziekte van Paget of osteitis deformans is een chronische botaandoening, waarbij het proces van botafbraak en botopbouw verstoord is. 
In Nederland komt de ziekte voor bij 3% van de mensen boven de 50 jaar en 10% van de mensen boven de 70 jaar. 
Naar schatting heeft ongeveer 10% van hen daadwerkelijke klachten. Dat zijn zo'n 30.000 patiënten.

## Ontstaan
Hoe de ziekte ontstaat is niet bekend. Mogelijk ontstaat de ziekte door een eerdere besmetting van een ‘slow virus’ (paromyxovirus) bij mensen met een genetische predispositie voor de ziekte.

## Over de ziekte
Bij de ziekte van Paget worden botten versneld afgebroken. Het lichaam probeert dat te compenseren door ook versneld bot aan te maken. Het nieuw gevormde bot krijgt daardoor geen mooie, sterke structuur maar is chaotisch van opbouw. Na verloop van tijd krijgt de patiënt botten die plaatselijk van slechte kwaliteit zijn en daardoor veel zwakker dan normaal.                           
De aandoening kan in principe elk bot aantasten. De meest frequent aangedane botten zijn de schedel, de rugwervels, het bekken, het bovenbeen en het scheenbeen. Het aantal aangetaste botten kan variëren van één tot velen.
60% van de patiënten heeft minstens twee aangetaste botten. De ziekte is langzaam progressief binnen een bot, maar breidt zich niet uit naar andere botten.

## Klachten
De verschijnselen van de botziekte hangen sterk af van de plaats waar het skelet is aangedaan. De meerderheid van de patiënten, zo’n 90%, heeft geen klachten. Doen
zich wel klachten voor, dan is pijn de meest voorkomende klacht. Deze pijn wordt omschreven als een brandende hete pijn, diep in het bot. De pijn verdwijnt niet bij rust, wat maakt dat de patiënt ‘s nachts wakker ligt van de pijn.
Verder kunnen er zenuwen bekneld raken door groeiend bot of kan er artrose ontstaan in aangrenzende gewrichten.
Ook kan, door toename aan bloedvaten in de aangedane botten, de huid boven het bot warm en overgevoelig zijn.

## Diagnose en behandeling
Omdat de verschijnselen bij de ziekte van Paget zo divers zijn, wordt de diagnose vaak niet, erg laat of bij toeval gesteld. 
De botziekte van Paget kan worden vastgesteld door een röntgenfoto, een bloedonderzoek en een MRI- of botscan. Hoewel de ziekte niet te genezen is, kan met een relatief eenvoudige behandeling het proces van verstoorde botopbouw wel worden gestopt. De schade die al in het bot is ontstaan, is echter niet te herstellen. Daarom is tijdige diagnose erg belangrijk. De behandeling bestaat meestal uit een kuur met bisfosfonaten. Zij kunnen worden toegediend via een infuus (kortdurend of enkele dagen) of als tabletten (enkele maanden). Een behandelend arts zal, afhankelijk van de lichamelijke gesteldheid van een patiënt, bepalen welk middel en welke methode het meest geschikt is.